# Transfiguración (Savoldo)
Transfiguración es una pintura al óleo sobre tabla realizada por Giovanni Girolamo Savoldo en 1530 sobre el episodio evangélico de la Transfiguración de Jesús. Actualmente se encuentra en los Uffizi de Florencia, donde también se conserva un dibujo preparatorio de la obra (n. 12803). Otro estudio de la obra se encuentra en la colección Pontus de la Gardia, en Suiza, mientras que una copia de finales del siglo XVI del cuadro de Lomazzo se encuentra en la Pinacoteca Ambrosiana, en Milán.
Marco Boschini describió la obra mientras estaba en la colección del cardenal Leopoldo de Medicis. En ese momento se atribuyó a un artista veneciano desconocido, aunque posteriormente se reatribuyó a Tintoretto y luego de nuevo a Savoldo.